# 40E busz (Budapest, 2002–2008)
A budapesti 40E jelzésű autóbusz a Móricz Zsigmond körtér (Villányi út) és Budaörs, Patkó utca között közlekedett. A viszonylatot a Budapesti Közlekedési Zrt. üzemeltette.

## Története
2002. május 7-én ismét üzembe helyezték, de ekkor már az M7-es autópályán közlekedett. 2003. szeptember 1-jén új járat indult 140E (gyors 140E) jelzéssel a Móricz Zsigmond körtér (Villányi út) és Budaörs, Törökugrató (Tetra Pak) között. A 140E buszjárat a 40E-vel hangoltan közlekedett, ugyanis a 140E menetei valójában a 40E Tetra Pak végállomásig közlekedő járatai voltak. A 2008-as paraméterkönyv bevezetésével augusztus 19-én megszűnt, jelzése 40E-re, a 140E gyorsjáraté pedig 188E-re módosult.

## Útvonala
| Budaörs, Patkó utca felé | Móricz Zsigmond körtér (Villányi út) felé |
| Reggel | Reggel |
| --- | --- |
| Móricz Zsigmond körtér (Villányi út) vá. – Villányi út – Fadrusz utca – Bartók Béla út – Bocskai út – Nagyszőlős utca – Ajnácskő utca – Budaörsi út – autópálya-bevezető – Budaörs, Sport utca – Baross utca – Szivárvány utca – Budaörs, Patkó utca vá.                   | Budaörs, Patkó utca vá. – Szabadság út – Bretzfeld utca – Sport utca – autópálya-bevezető – Budapest, Budaörsi út – Ajnácskő utca – Nagyszőlős utca – Bocskai út – Bartók Béla út – Móricz Zsigmond körtér – Villányi út – Móricz Zsigmond körtér (Villányi út) vá. |
| Délután | |
| Móricz Zsigmond körtér (Villányi út) vá. – Villányi út – Fadrusz utca – Bartók Béla út – Bocskai út – Nagyszőlős utca – Ajnácskő utca – Budaörsi út – autópálya-bevezető – Budaörs, Sport utca – Bretzfeld utca – Szabadság út – Szivárvány utca – Budaörs, Patkó utca vá. | Budaörs, Patkó utca vá. – Szivárvány utca – Baross utca – Sport utca – autópálya-bevezető – Budapest, Budaörsi út – Ajnácskő utca – Nagyszőlős utca – Bocskai út – Bartók Béla út – Móricz Zsigmond körtér – Villányi út – Móricz Zsigmond körtér (Villányi út) vá. |

## Megállóhelyei
| 0                                                                                                | 0  | Móricz Zsigmond körtér (Villányi út) végállomás | 25 | 21 | 3, 3, 7, 7, 27, 40, 40, 47-49V, 73, 140E, 149V, 153, 173 6, 18, 19, 41, 41A, 56, 61               |
| ∫                                                                                                | ∫  | Móricz Zsigmond körtér                          | 23 | 19 | 3, 3, 7, 7, 27, 40, 40, 47-49V, 73, 140E, 149V, 153, 173 6, 18, 19, 41, 41A, 56, 61               |
| 2                                                                                                | 2  | Kosztolányi Dezső tér                           | 21 | 16 | 7, 7, 12, 14, 40, 41, 41, 47-49V, 53, 72, 73, 86, 87, 87A, 114, 140E, 149V, 153, 172, 173, 250 19 |
| 6                                                                                                | 10 | Dayka Gábor utca                                | 13 | 12 | 40, 41, 53, 72, 87, 87A, 139, 140E, 172, 239, 250                                                 |
| Budapest–Budaörs közigazgatási határa                                                            |    |                                                 |    |    |                                                                                                   |
| A barna hátterű megállókban Budapest felé csak reggel, Budaörs felé pedig csak délután állt meg. |    |                                                 |    |    |                                                                                                   |
| ∫                                                                                                | 15 | Lévai utca                                      | 3  | ∫  | 40, 140E                                                                                          |
| ∫                                                                                                | 17 | Gimnázium                                       | 1  | ∫  | 40, 88, 140E, Budaörs                                                                             |
| 15                                                                                               | 18 | Budaörs, Patkó utca végállomás                  | 0  | 0  | 40, Budaörs                                                                                       |